# Római lakóház
A római lakóház (Insula dell'Ara Coeli) Rómában a Piazza d'Aracoelin álló ókori lakóépület, amely az i. sz. 2. századból maradt fenn. Szegényes bérház, azaz római insula volt.
Alsó szintjei a mai talajszint alatt fekszenek, csak a 4., 5., 6. emelet látszik ki a talaj szintje felett. Felső emeleteiből templom lett a középkorban, melynek harangtornya és 14. századi Madonna-szobra ma is látható még.
Mussolini idejében a környék átalakítása miatt megtalálták az alsó szinteket. A számítások szerint az ókorban kb. 380-an élhettek az épületben.
Az ókori Rómában az insulákban minél magasabban lakott valaki, annál nagyobb volt nyomorúsága. Ez látható a föld feletti szintek odúszerű helyiségein.